# 柠檬清风藤
柠檬清风藤（学名：Sabia limoniacea）为清风藤科清风藤属下的一个种。

## 扩展阅读
- 維基物種上的相關：柠檬清风藤